# プロペラヘッド・ソフトウェア
プロペラヘッド・ソフトウェア（Propellerhead Software AB）は、コンピュータミュージック用ソフトウェアの開発を主な事業とする、スウェーデンのソフトウェア開発企業である。

## 概要
1994年創業、本社はスウェーデン・ストックホルムに所在。創業者はCEOのErnst Nathorst-Böös、開発者のMarcus ZetterquistとPeter Jubelの3人。MarcusとPeterはクラビア社『Nord Lead』の開発者でもあり、またMarcusはクラビア社『ddrum』とスタインバーグ社『Cubase』の開発者でもあった。
当初より音楽制作ソフトウェアの開発に注力しており、1994年にブレイクビーツ作成用ツール『ReCycle!』、1997年にローランドTB-303／TR-808／TR-909を模したソフトウェアシンセサイザ『ReBirth RB-338』、2000年にスタジオラックを模した統合型ソフトウェアシンセサイザ『Reason』、2009年にレコーディングソフトウェア『Record』、2012年にiOS用作曲アプリ『Figure』、2013年にiOS用音源アプリ『Thor for iPad』を発表するほか、『Reason』・『Record』向けのライブラリ製品も制作している。2011年には同社初のハードウェア製品である、オーディオインターフェース『Balance』を発表した。
日本では2004年まではカメオインタラクティブ（メガフュージョン）、2004年〜2010年まではMI7 Japan、2011年以降はコルグKID（KORG Import Division）が正規代理店を務めている。
主な受賞は米TEC Awards2002（Reason）、独mipa award2003（Reason）、英MIA Awards 2011（Reason）、独iFデザイン賞 Gold Award 2012（Balance、設計：No Picnic）、独レッド・ドット・デザイン賞 best of the best 2012（Balance、設計：No Picnic）など。

## 主な製品

### ソフトウェア製品
- ReCycle!
- Reason
- Figure
- Thor for iPad
- ReBirth RB-338（2005年に開発終了、無償配布）
- Record（2011年に開発終了、『Reason』に吸収）
- Reason用拡張（Rack Extension）製品
  - Polar（2012年）
  - Pulsar（2012年）
  - Radical Piano（2012年）
  - Radical Keys（2012年）
  - PX-7 FM Synthesizer（2012年）
  - Rotor（2013年）
  - Audiomatic Retro Transformer（2013年、『Reason』v7以降は付属）
  - Parsec Spectral Synthesizer（2013年）
  - Synchronous（2014年）
  - A-List Acoustic Guitarist（2014年）
- Reason用ライブラリ（ReFill）製品
  - パッケージ
    - Strings（2001年）
    - Reason Drum Kits（2004年）
    - Reason Drum Kits 2（2005年）
    - Reason Pianos（2006年）
    - Abbey Road Keyboards（2007年）
    - Reason Electric Bass（2008年）

  - ダウンロード
    - Creator Series - Salazar Brothers Reggaeton（2007年）
    - Creator Series - Jason McGerr Sessions（2007年）
    - Creator Series - Pascal Gabriel's Melophobia Machine（2008年）
    - Creator Series - Ryan Greene Alt Drums I〜III（2012年）
    - Reason Soul School（2009年）
    - Reason Soul School 2（2012年）
    - Record Drum Takes 1〜5（2010年）
    - Record Drum Takes 6〜7（2011年）
    - Reason Disco School（2011年）

  - ダウンロード（特典として無償のもの）
    - Electromechanical（2004年、『Reason』v2.5以降ユーザ特典）
    - Electromechanical 2（2005年、『Reason』v3以降ユーザ特典）
    - The ReBirth RB-338 ReFill（2005年、『Reason』v3以降ユーザ特典）
    - RDK Vintage Mono（2006年、『Reason Drum Kits 2』ユーザ特典）
    - Moog Foundation ReFill（2008年、『Reason』v4以降ユーザ特典、ボブ・モーグ記念財団へのドネーションウェア）
    - Dr. Octo Rex Guitar Collection（2010年、『Reason』v5以降ユーザ特典）

### ハードウェア製品
- Balance（2011年）

## 主な技術
ReWire
アプリケーション間でオーディオとMIDIおよび同期情報をやりとりする技術。当初は『ReBirth RB-338』とスタインバーグ社の『Cubase VST』の連携を目的に開発されたが、現在では多くの音楽制作ソフトウェアで採用されている。2001年に機能を強化したReWire 2を発表。音楽産業に関わるソフトウェア企業であれば無償でライセンス申請が可能。
REX／REX2
『ReCycle!』で作成されるスライスループファイル形式。バージョンはREXとREX2があり、REX2はステレオ音声が扱えるほか、可逆圧縮が施されている。ファイル読み込みは音楽産業に関わるソフトウェア企業であれば無償でライセンス申請が可能であるが、ファイル書き出しについては外部企業にライセンスされていない。
NN-XTファイル形式
『Reason』が内蔵するサンプラ「NN-XT」で使用されるパッチファイル形式。ファイル形式の仕様は企業・個人に関わらず誰でも無償でライセンス申請が可能。
ハイパーサンプリング（Hypersampling）
異なるピッチ（音高）やベロシティ（強さ）、バリエーションごとのマルチサンプリングのほかに、異なるマイクセッティングで同時収録し、あとからマイクの構成やミキシング比率を変更できるサンプリング手法。Reason Drum Kits以降のプロペラヘッド社製ReFill製品に多用されている。
Remote

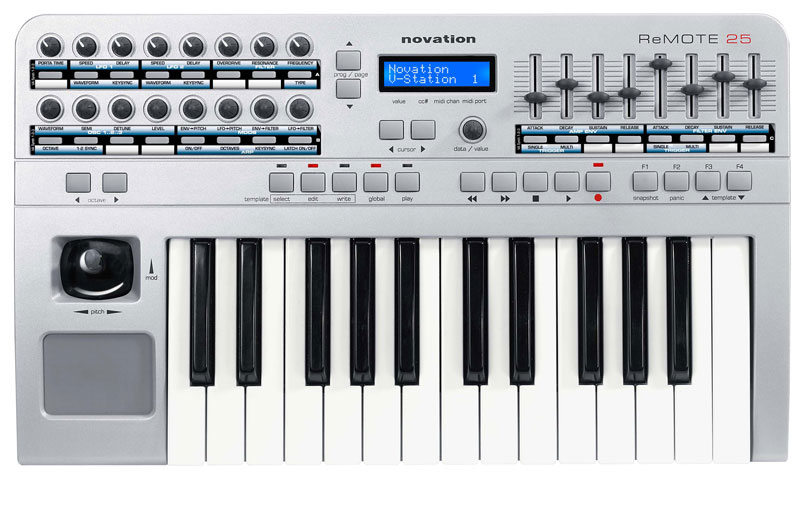
Novation ReMOTE 25
2001年当初Reason用コントローラとしてアナウンスされたが、発売が約2年遅れた後、汎用コントローラとして発売された

アプリケーションとコントロールサーフェス（キーボード、フィジカルコントローラなど）を連携させる技術。主に『Reason』と『Record』で使用されている。特殊な動作仕様を持つコントロールサーフェスに対応する為のコーデックの開発は、音楽産業に関わるソフトウェア企業であれば無償でライセンス申請が可能。
Rack Extension
『Reason』にサードパーティー製のラックデバイスを追加する規格。既存のプラグインシステムと異なり、クロスプラットフォーム開発の容易さや、ホスト本体のクラッシュの防止、アンドゥ操作などの統合性の高さ、オンラインストアと統合されたライセンス管理などが特徴とされる。2012年にSDKバージョン1、2014年にユーザインタフェースの自由度などが向上したSDKバージョン2が発表された。